# Stade Amsicora
Le Stade Amsicora (en italien : Stadio Amsicora) est un stade omnisports italien (servant principalement pour le football) situé dans la ville de Cagliari, en Sardaigne.
Le stade, doté de 8 000 places et inauguré en 1923, servait d'enceinte à domicile à l'équipe de football du Cagliari Calcio, et sert aujourd'hui d'enceinte à domicile au club de hockey sur gazon masculin et féminin et d'athlétisme de la Società Ginnastica Amsicora.

## Histoire
Le 9 juin 1922, Guido Costa, le président de la Società Ginnastica Amsicora, achète pour la somme de 11 000 lires une zone abandonnée par le domaine public, auparavant utilisée comme colonie pénitentiaire.
Le stade ouvre ses portes en 1923, avec une tribune conçue en béton armé par l'ingénieur E. Donadio. L'inauguration du stade a lieu lors d'une compétition athlétique entre divers clubs venus de toute l'Italie et de la Suisse italienne.
Durant la période fasciste, la Gioventù Italiana del Littorio (GIL) et le Gruppo Universitario Fascista (GIF) utilisent le stade entre 1924 et 1944.
En 1941, le premier championnat sarde de basket-ball masculin et féminin est organisé dans le stade.
En 1942, Benito Mussolini se rend au stade pour assister à une représentation du GIL.
En 1951, le grand club de l'île du Cagliari Calcio s'installe au stade pour ses matchs à domicile, alors en terre battue. Une pelouse en herbe est installée en 1964, une condition indispensable pour pouvoir participer au championnat de Serie A.
Le record d'affluence au stade est de 33 964 spectateurs, lors d'une défaite 2-0 du Cagliari Calcio contre l'Inter le 25 octobre 1964.
Le Cagliari Calcio remporte durant sa période au stade le championnat 1969-70 et s'installe en septembre de la même année au Stade Sant'Elia. 
Au cours de la saison 1988-1989, le Cagliari Calcio revient à nouveau à l'Amsicora, Sant'Elia étant fermé pour rénovation en vue de la coupe du monde de football de 1990.
Aujourd'hui ont également lieu au stade en plus de l'athlétisme et du hockey sur gazon des compétitions de gymnastique artistique et de natation.

## Installations
Le stade pouvait accueillir 34 000 spectateurs, avant que le chiffre ne soit ramené à 8 000.

## Événements
- 1924 : Corrida du toréador Pedro Basauri Paguaga dit Pedrucho[6].
- 1960 : Étape du Tour de Sardaigne[7].
- 1962 : Finale du championnat d'Europe de Boxe (EBU) poids welters entre Duilio Loi et Fortunato Manca[8].

### Matchs internationaux de football
| Date             | Compétition        | Équipes         | Score | Affluence |
| ---------------- | ------------------ | --------------- | ----- | --------- |
| 23 décembre 1967 | Qualifs. Euro 1968 | Italie — Suisse | 4-0   | 31 000    |